# Forces militaires de la dynastie Afsharid d'Iran
Les forces militaires de la dynastie Afsharid d'Iran ont leurs origines dans la violence inter-factionnelle relativement obscure mais sanglante au Khorasan lors de l'effondrement de l'État safavide. Le petit groupe de guerriers dirigé par le seigneur de guerre local Nader Qoli de la tribu turkmène Afshar dans le nord-est de l'Iran ne comptait que quelques centaines d'hommes. Pourtant, à l'apogée du pouvoir de Nader en tant que roi des rois, Shahanshah, il commandait une armée de 375 000 combattants qui, selon Axworthy, constituait la force militaire la plus puissante de son temps,, dirigée par l'un des chefs militaires les plus talentueux et les plus prospères de l'histoire.
Après l'assassinat de Nader Shah aux mains d'une faction de ses officiers en 1747, la puissante armée de Nader s'est fracturée alors que l'État Afsharid s'effondrait et que le pays plongeait dans des décennies de guerre civile. Bien qu'il y ait eu de nombreux prétendants Afsharid au trône (parmi beaucoup d'autres), qui ont tenté de reprendre le contrôle de l'ensemble du pays, la Perse est restée une entité politique fracturée dans la tourmente jusqu'à ce que les campagnes d'Agha Mohammad Khan Qajar vers la toute fin du XVIIIe siècle réunifient la nation.

## Aperçu
L'armée Afsharid a toujours été une force principalement basée sur la cavalerie. Il a culminé à 375 000 hommes en 1743, un chiffre insoutenable qui a conduit à l'effondrement de l'économie de l'empire. Son changement le plus notable par rapport aux Safavides a été l'utilisation d'armes à feu. Alors que les Safavides avaient établi un noyau de mousquetaires et d'artilleurs au XVIe siècle, jusqu'au milieu du XVIIIe, ces hommes étaient plus nombreux que les armées de guerriers à cheval armés de lances, d'épées et d'arcs fournis par les tribus nomades et semi-nomades des régions. De nombreuses troupes de la maison du Shah ont continué à être équipées des mêmes armes traditionnelles, évitant les carabines et les pistolets repris par la cavalerie européenne à la même période. C'est sous Nader Shah que la majorité des troupes de l'armée ont été équipées d'armes à feu pour la première fois, ce qui a nécessité de mettre davantage l'accent sur l'exercice et l'entraînement, caractéristiques des développements qui avaient eu lieu en Europe au siècle précédent.
Au sommet de sa taille, seule une petite minorité de l'armée était d'origine iranienne; il y avait 60 000 Turkmènes et Ouzbeks, 70 000 Afghans et Indiens (du Pakistan moderne), 65 000 soldats du Khorasan, 120 000 soldats de diverses ethnies de l'ouest de l'Iran (Kurdestan, Hamadan, Lorestan, Bakhtaran, Fars et Khuzestan) et 60 000 d'Azerbaïdjan et du reste du Caucase. La plupart de ces troupes étaient de la cavalerie légère. La cavalerie légère portait des chapeaux à quatre cornes ( kulah-e Naderi ) de dix-huit pouces de haut, avec une peau de chèvre ou de mouton enroulée autour; un manteau de laine sur leurs épaules ; une chemise ouverte de couleur rouge, jaune ou verte ; culotte courte; et bottes en cuir. Beaucoup portaient également des armures, à la fois en mailles et en plaques. Chaque cavalier léger était armé d'un sabre, d'un mousquet et d'une hache. Certains portaient également des boucliers. En 1744, l'armée de Nader comprenait 13 000 cavaliers de garde, 20 000 cavaliers de la propre tribu Afshar de Nader, 50 000 cavaliers afghans, 12 000 jazayerchis, 40 000 mousquetaires à pied ordinaires et un nombre non divulgué de troupes d'artillerie, de troupes de garnison et d'hommes d'autres tribus comme les Qajars. La plupart des soldats étaient armés de fusils à silex ou de mousquets à miquelet plus anciens, certains ayant des allumettes, et chaque soldat portait également une épée. L'infanterie n'utilisait pas de baïonnette. Les Afghans étaient peut-être en grande partie sans armes à feu, étant de la cavalerie de choc dont l'arme principale était la lance. Une partie de la cavalerie légère turque et iranienne manquait peut-être également d'armes à feu, s'appuyant sur des lances, des sabres et des arcs.

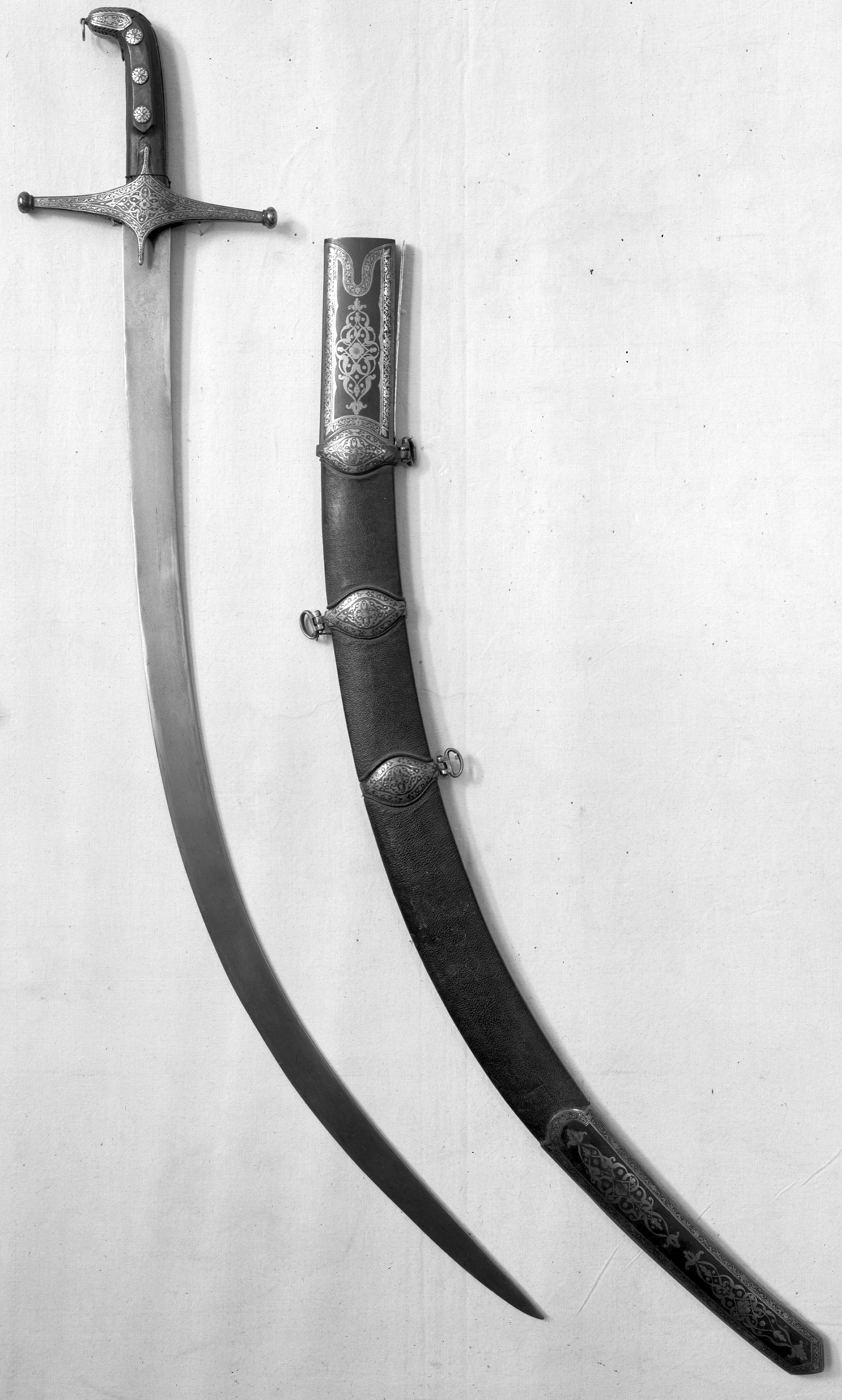
Chamchir persan. En plus de leurs mousquets à silex, l'infanterie perse était également équipée de Chamchir pour le combat rapproché.

Le bras d'infanterie dans la majorité des armées perses à la fois dans l'Antiquité (Achéménide, Arsacide, Sassanide) ainsi que dans l'histoire moderne (Seldjoukide, Safavide) était considéré comme une force secondaire plutôt qu'un bras égal en importance à la cavalerie. De plus, l'infanterie d'armes à feu n'a jamais été un corps pleinement développé dans l'armée perse, à l'exception des réformes de Shah Abbas le grand qui ont fait naître un corps de soldats modernisé brandissant des allumettes dans l'armée perse.
L'ensemble du corps d'infanterie avait un uniforme standardisé de tuniques bleues et de pantalons rouges avec un grand chapeau appelé kolāh-e Nāderi, (کلاهِ نادری).
Les premières campagnes de Nader contre les Afghans Abdali de l'ouest de l'Afghanistan qui alignaient une cavalerie supérieure ont obligé Nader à rechercher une solution tactique axée sur une solution d'infanterie. Le développement de ce système d'avoir une forte infanterie d'armes à feu pour fournir un pivot stable autour duquel positionner l'artillerie et la cavalerie de manœuvre a permis à Nader de vaincre les cavaliers Abdali.

### Tofangchi
Les Tofangchi (تفنگچی) étaient l'infanterie régulière armée de mousquets de l'armée et constituaient une partie de plus en plus importante des armées perses depuis l'époque des Safavides. Les Tofangchi portaient également une arme de mêlée telle qu'un long poignard ( Khanjar ) ou une épée persane incurvée ( shamshir ). Généralement, les Tofangchi étaient équipés de mousquets plus légers que les Jazāyerchi d'élite.

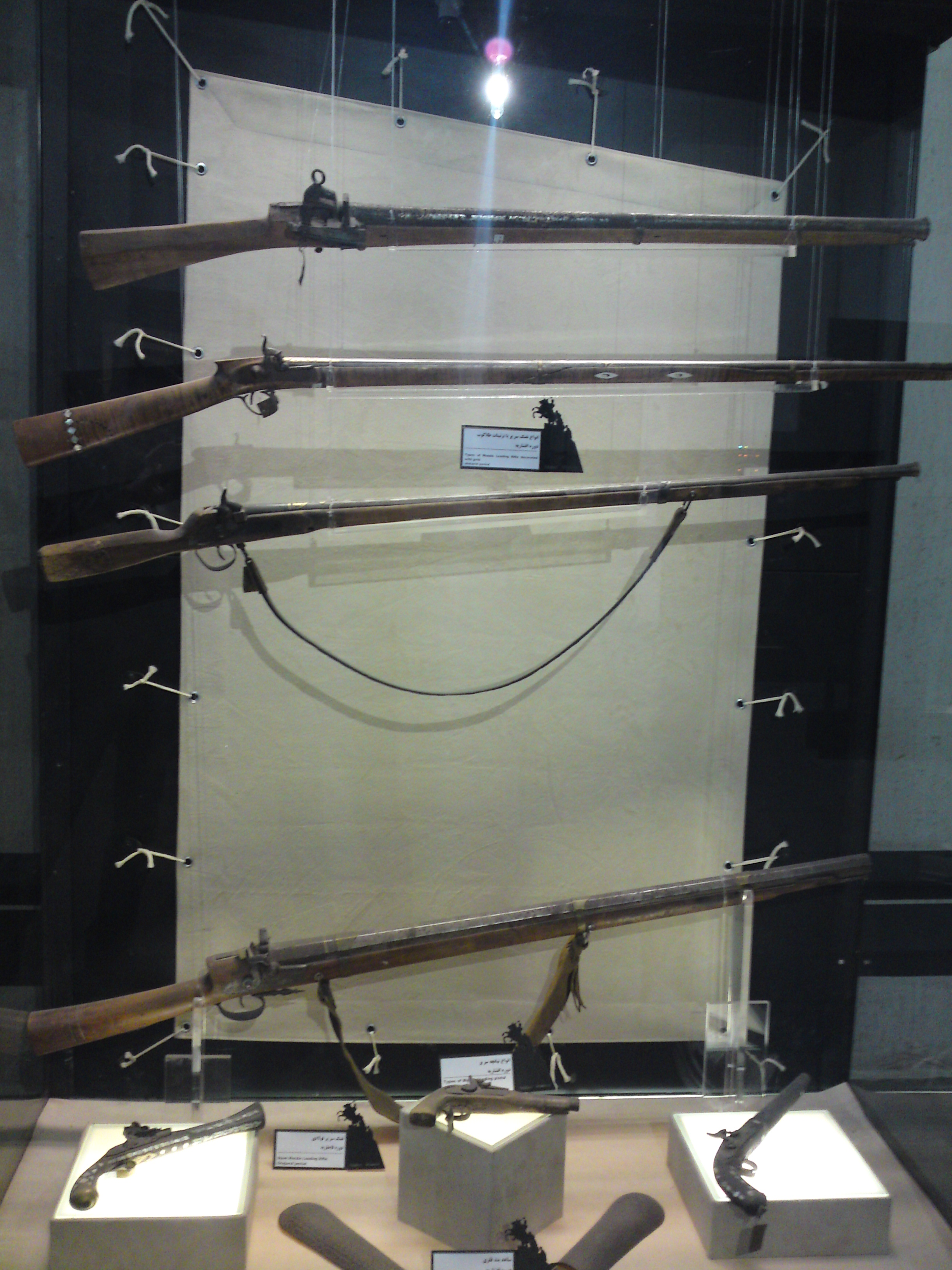
Mousquets Jazāyer exposés au Musée Nader Shah de Mashhad.

Le jazāyerchi ( persan : جزایرچی  </link> ) formaient l'élite des mousquetaires d'infanterie de Nader. Le Jazāyer ( جزایر</link> ), un mousquet à silex, utilisé par ces fantassins était d'un calibre beaucoup plus lourd que leurs homologues européens et avait par conséquent une plus grande portée ainsi qu'une précision améliorée (le mousquet européen moyen pesait environ 5 kilogrammes et tirait un coup de seulement 18 millimètres de diamètre, alors que le jazāyer pesait près de 18 kilogrammes et tirait un coup de 24 millimètres de diamètre).
Contrairement aux mousquets européens cependant, le jazāyer était chargé à l'aide d'une corne plutôt que d'une cartouche en papier, ce qui signifie que bien que le jazāyer ait les avantages de la portée, de la force d'impact et de la précision, il a fallu plus de temps pour recharger que les mousquets européens standard de l'époque. L'un des premiers enregistrements de soldats persans utilisant des jazāyers au combat remonte au milieu du XVIIe siècle. En plus du jazāyer, les jazāyerchi utilisaient également des shamshirs. Ce corps d'infanterie a subi un régiment incroyablement intense d'exercices et d'entraînement continu,. Un témoignage oculaire de l'une des sessions de formation donne la description suivante :

« [T]he infantry—I mean those that carried muskets—would get together in their own units and they would shoot their guns at a target and exercise continuously. If Tahmasp Quli Khan, (referring here to Nader), saw an ordinary soldier consistently on top form he would promote him to be a leader of 100 men or a leader of 50 men. He encouraged all the soldiers toward bravery, ability and experience, and in simple words he himself gave an example of strong character and military virtue. »

Les unités Jazāyerchi s'entraînaient plusieurs heures par jour. Un accent clair a été mis sur l'entraînement constant des soldats. Nader a façonné lui-même le corps des jazāyerchi et en a souvent pris le commandement personnel au combat. Selon un autre contemporain, les jazāyerchi étaient bien en uniforme et dotés du meilleur équipement.
Le nombre total de jazāyerchi semble avoir varié avec le temps car nous avons des rapports variables sur les effectifs, mais en général, le corps comptait environ une douzaine de milliers de personnes. Jonas Hanway a rapporté qu'en 1744, il y avait un contingent de 12 000 jazāyerchi en plus des 40 000 Tofangchi réguliers (mousquetaires). Nader avait également un contingent de 12 000 jazāyerchi lors de sa campagne en Asie centrale.
Bien que les Jazāyerchi étaient un corps d'infanterie, ils faisaient généralement campagne sur des montures et combattaient parfois aussi en tant que troupes montées (comme certaines unités l'ont fait à Karnal ). Ils ont été utilisés pour accomplir les tâches tactiques les plus difficiles et les plus cruciales en raison de leur haute qualité en tant que troupes de combat d'élite, prouvant leur valeur dans de nombreuses batailles, notamment Mihmandust, Murche-Khort, Kirkuk, Yeghevārd, Karnal et Kars.
Sur l'impact mortel du jazāyer lors de la bataille de Karnal, un contemporain a noté: "Une flèche ne peut pas répondre à un Jazāyer".

## Cavalerie

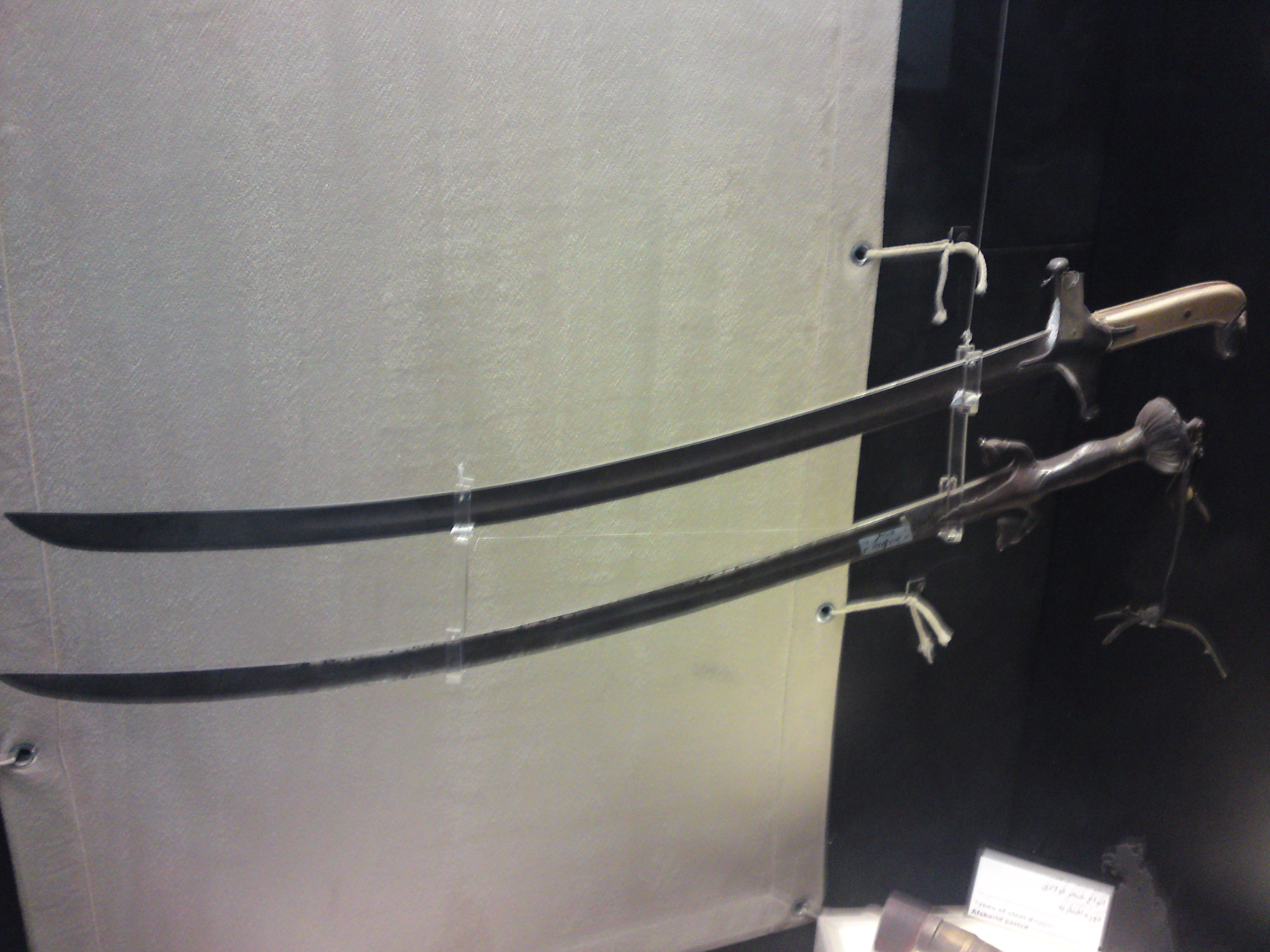
Shamshirs (épées) de l'ère Afsharid, exposées au musée de Nader Shah à Mashhad.

La cavalerie occupait la position la plus estimée dans les armées iraniennes depuis les tout débuts des empires iraniens il y a plus de 2 500 ans. Nader a introduit des réformes de grande envergure dans cette branche de l'armée, y compris la responsabilité financière de l'État pour les montures des cavaliers. Avant Nader, les cavaliers n'étaient pas disposés à causer beaucoup de risques pour leurs chevaux car ils étaient généralement une propriété prisée de leur maître. Les corps de cavalerie étaient fondamentalement divisés en deux groupes selon leur origine (qu'ils aient été recrutés par le gouvernement central ou pressés au service des terres soumises et des clans tributaires).
La cavalerie perse était en général supérieure à ses homologues ottomans.

« ...they attacked from all sides, circling in any new direction. The ranks closed in and then they would charge and then disperse, after which this same scattered group would close ranks on the same point. They would feign a retreat and then counter attack... »

— Vatatzes, Basile
Bien que la majorité de la cavalerie soit armée de shamshirs, un certain nombre d'autres armes telles que des lances et des armes à feu ont également été utilisées. En 1736, les mousquets étaient l'une des armes standard de la cavalerie, permettant aux troupes une plus grande flexibilité à la fois en reconnaissance et en escarmouche (comme en témoigne Karnal ).

### Cavalerie iranienne

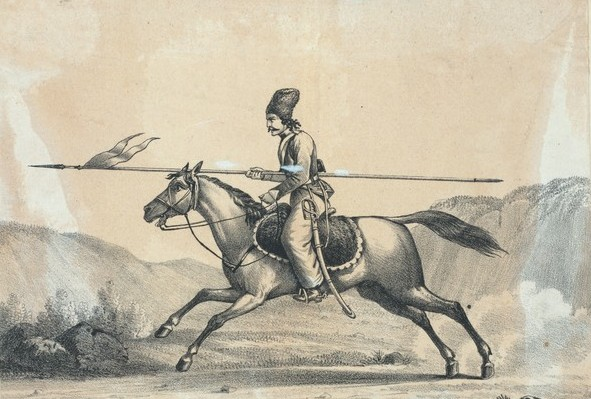
Un lancier persan légèrement blindé

Les unités de cavalerie les plus prestigieuses appartenant à l'État étaient la garde personnelle du Shah. L'une des unités les plus illustres était Savaran-e Saltanati ( سواران‌ سلطنتی</link> ). Le titre de l'unité peut être traduit par "Royal Cavalry". Les clans Afsharid, Jalayerid, Qajarid ont été utilisés comme principaux bassins de recrutement ainsi que les Shahsevan d'Azerbaïdjan et les tribus iraniennes de l'ouest de l'Iran. Le Savaran-e Sepah-e Khorasan ( سواران‌ سپاه خراسان</link> ) se composait de 20 fowj (chaque fowj étant un régiment de 1 000 soldats) soit un total de 20 000 cavaliers.
Le Gholāmān-e Shāh ( غلامان شاه , signifiant littéralement "Serviteurs du Shah") était une unité de 3 000 cavaliers choisis qui fonctionnaient comme la garde personnelle de Nader.

### Cavalerie auxiliaire
Une autre division prestigieuse des forces de Nader était le Savaran-e Sepah-e Khorasan (سواران‌ سپاه خراسان), qui peut être traduit par les "Cavaliers de l'armée de Khorasan ". Tiré principalement des Gilzai, Abdali, Kurdes et autres éléments tribaux de l'Empire. Les cavaliers afghans (Gilzai et Abdali) étaient parmi les meilleurs de la cavalerie de choc en Asie. La taille de ce corps de cavalerie a fluctué avec le temps, mais à un moment donné, il a été signalé à 70 000 hommes. Des éléments au sein du Savaran-e Sepah-e Khorasan étaient parfois promus par Nader au Savaran-e Saltanati . Les Savaran-e Sepah-e Khorasan ont joué un rôle décisif dans la phase finale de la bataille de Kars au cours de laquelle ils ont participé à une énorme attaque de flanc (40 000 hommes), que Nader a personnellement menée.

## Artillerie
L'une des branches de service qui a le plus bénéficié des réformes de Nader est de loin l'artillerie. Pendant le règne de la dynastie safavide, les armes à poudre étaient utilisées dans une mesure relativement limitée et ne devaient certainement pas être considérées comme essentielles à la machine militaire safavide. Bien que la plupart des campagnes militaires de Nader aient été menées avec une vitesse d'avance agressive qui a posé des difficultés pour maintenir les canons lourds avec les marches rapides de l'armée, Nader a mis l'accent sur l'amélioration de ses unités d'artillerie.

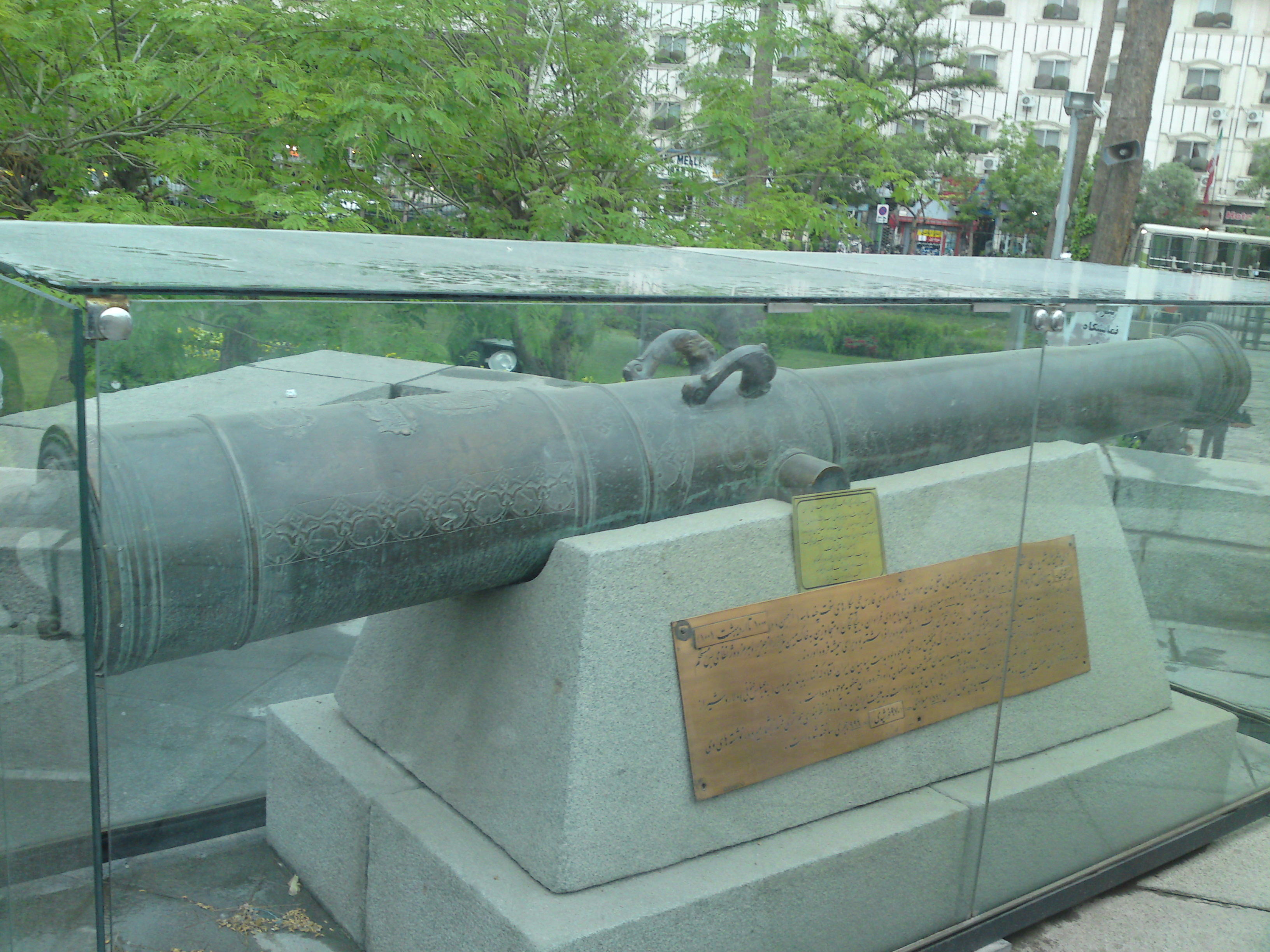
Un canon de campagne de la période Afsharid.

Les principaux centres de production d'armement persan étaient Amol, Kermanshah, Ispahan, Merv. Ces usines militaires ont atteint des niveaux de production élevés et ont réussi à équiper l'armée de canons de bonne qualité. Cependant, les ateliers mobiles ont permis à Nader de maintenir sa mobilité stratégique tout en préservant la polyvalence dans le déploiement de canons de siège lourds en cas de besoin.
L'une des principales unités d'artillerie de Nader était le zamburakchi (زنبورکچی), un corps de batteries d'artillerie qui étaient des canons pivotants de 1 ou 2 livres montés sur le dos de chameaux. Ils étaient plutôt imprécis et à courte portée par rapport à l'artillerie de campagne régulière, mais avaient un net avantage en termes de mobilité et, lorsqu'ils étaient massés, ils pouvaient délivrer une volée dévastatrice (comme on l'a vu dans les batailles de Yeghevard et de Karnal ). L'armée perse entretenait un corps de plusieurs centaines de zamburaks.
L'artillerie de campagne est devenue une partie intégrante des forces de Nader. Au cours de la première campagne mésopotamienne de Nader, l'armée de campagne qu'il a fait marcher vers le nord jusqu'à Samarra pour affronter la force de secours commandée par Topal Pacha contenait dix-huit pièces de campagne (quatre de 30 livres, six de 15 livres et six autres de 9 livres).
Bénéficiant des réformes de Nader, l'artillerie de campagne perse est devenue supérieure à la fois à l'artillerie ottomane et en particulier à l'artillerie moghole. Dans les batailles de Yeghevard et de Kars, les canons persans ont tiré avec plus de précision et ont atteint une cadence de tir nettement plus élevée que leurs homologues turcs. L'artillerie perse a également été très efficace dans la campagne d'Asie centrale de Nader, car les guerriers du khanat d'Asie centrale n'étaient pas habitués à engager des armées avec de l'artillerie et de la poudre à canon modernisées.